# Брие (Мёрт и Мозель)
Брие́ (фр. Briey) — коммуна во французском департаменте Мёрт и Мозель, региона Лотарингия. Является центром одноимённого кантона.

## География

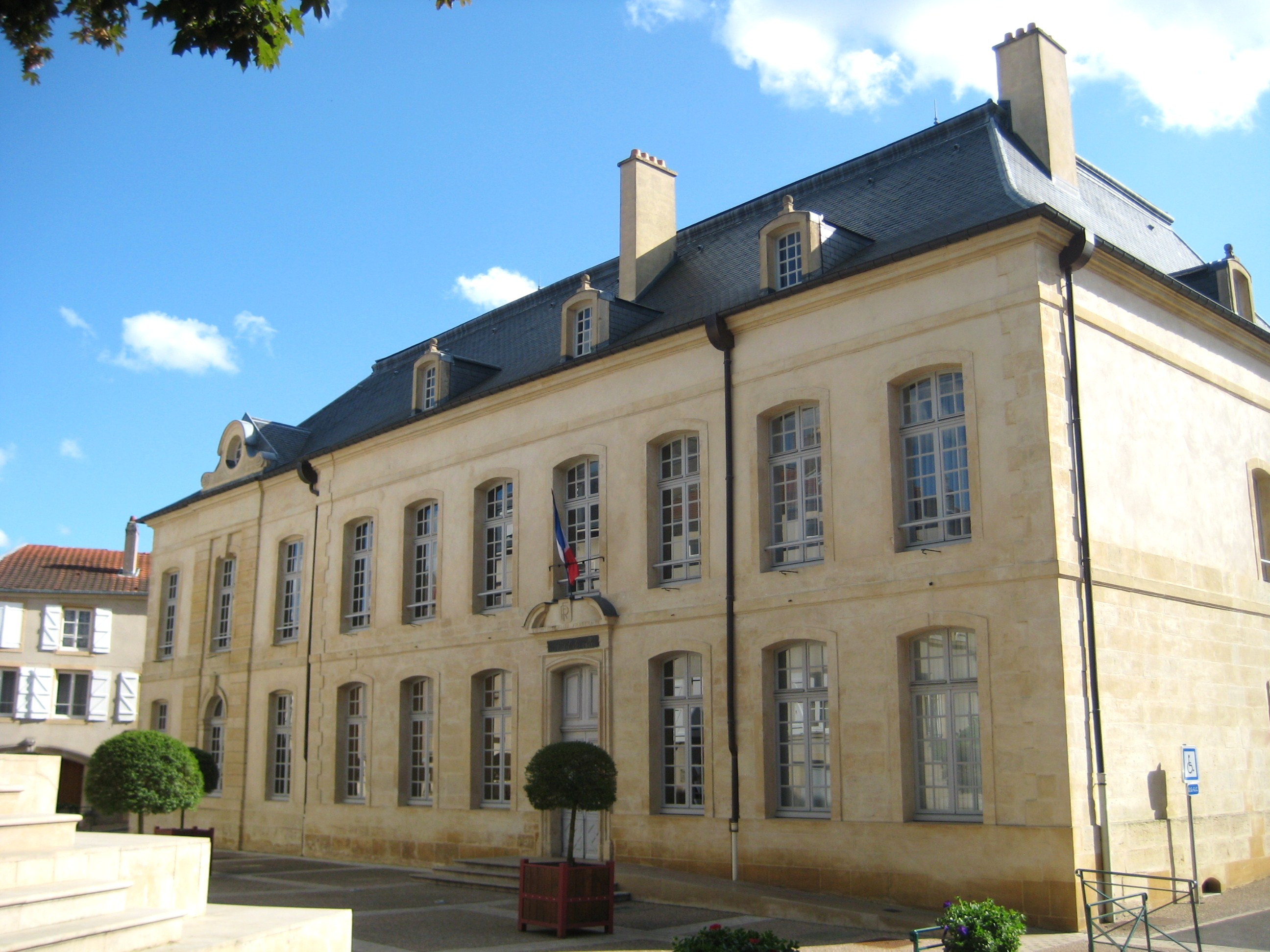
Мэрия Брие.

Брие расположен в 23 км к северо-западу от Меца. Соседние коммуны: Мутье на юго-востоке, Ле-Барош на юго-западе, Лантефонтен на западе, Манс на северо-западе.

## Демография
Население коммуны на 2010 год составляло 5579 человек.
| 1962 | 1968 | 1975 | 1982 | 1990 | 1999 | 2010 |
| ---- | ---- | ---- | ---- | ---- | ---- | ---- |
| 5391 | 4966 | 5352 | 4357 | 4514 | 4856 | 5579 |

## Известные уроженцы
- Майо, Франсуа (1804—1894) — французский медик, военный врач